# 皮爾森歐克

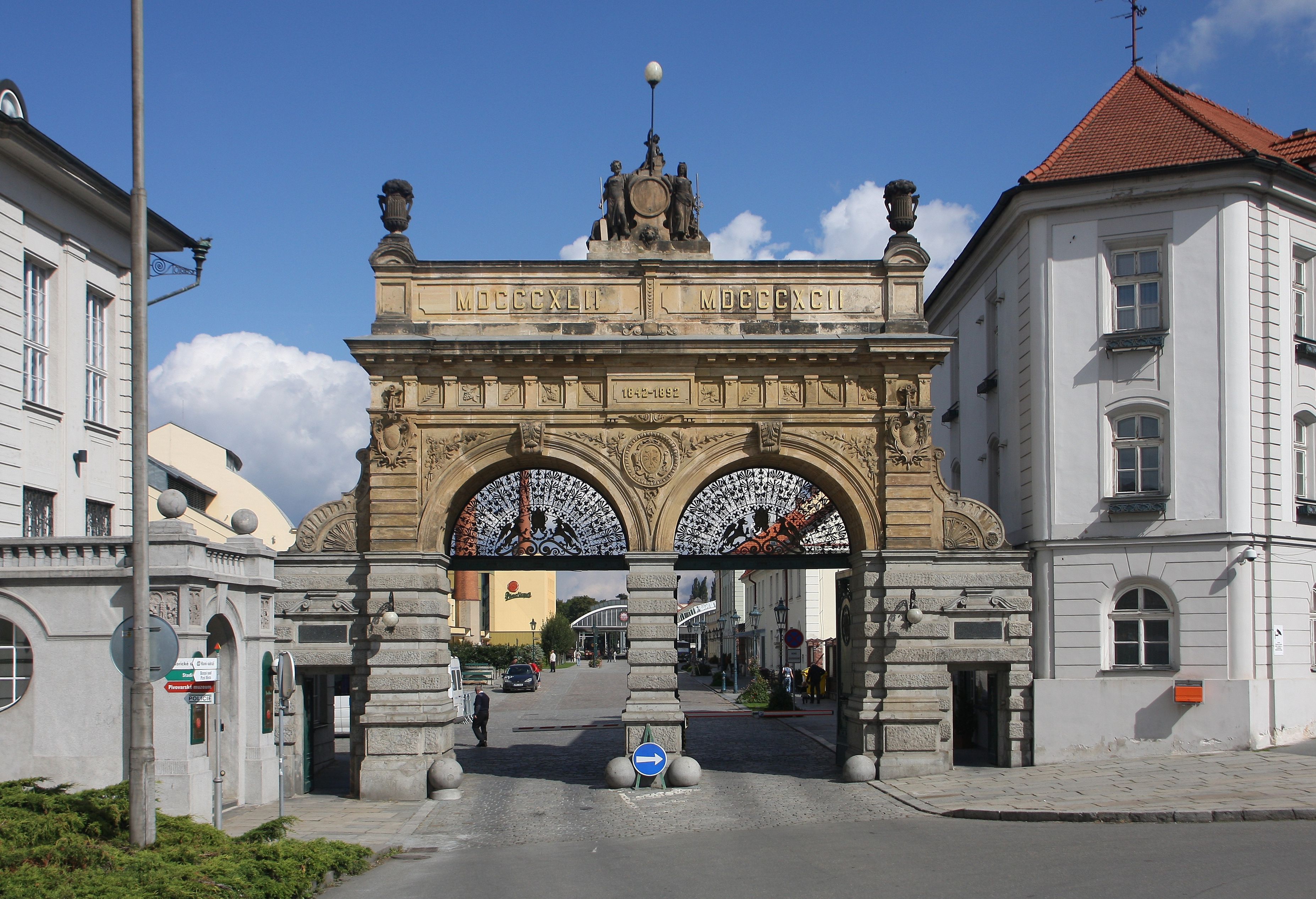
皮尔森欧克啤酒厂大门

49°44′48″N 13°23′14″E / 49.746758°N 13.387243°E 
皮爾森·歐克（德語：Pilsner Urquell，IPA：[ˈpɪlznɐ ˈʔuːɐ̯ˌkvɛl]，IPA：[ˈpl̩.zɛɲskiː ˈprazdroj]，字面意思為起源於比尔森），一種桶底發酵的啤酒，是拉格淡啤酒的一種，1842年起源於波西米亚比尔森（今屬捷克）。皮爾森歐克是全世界最早的比尔森啤酒。商標現由朝日啤酒所擁有。
比起一般的比爾森啤酒，皮爾森歐克使用更重的啤酒花。

## 歷史
就如同它的名稱，在德語中的歐克（Urquell）是最早起源的意思。

## 外部連結
- 皮爾森歐克官方網頁 （页面存档备份，存于）
- Plzensky Prazdroj官方網頁 （页面存档备份，存于）